# Jan Van den Berghe
Jan Van den Berghe (Gent, 1942) is een Vlaamse journalist, publicist, auteur, acteur en televisiemaker.

## Biografie
Van den Berghe studeerde Letteren en Wijsbegeerte (Germaanse filologie - Engels en Scandinavische talen) aan de Rijksuniversiteit Gent en volgde een opleiding als acteur-regisseur aan het Gentse conservatorium. Hij schreef zijn licentiaatsverhandeling over de invloed van Bjørnstjerne Bjørnson op het vroege werk van Stijn Streuvels. Hij vertaalde onder meer toneelwerk van August Strindberg (Dodendans), Henrik Ibsen (Spoken) en poëzie van de Deense symbolist Sophus Clausen. Als verslaggever was hij van 1966 tot 1989 actief bij de weekbladen van de Uitgeverij Hoste (thans De Persgroep).

### Televisie
Van 1972 tot 1976 was hij medewerker aan het BRT-radioprogramma Wat is er van de Sport? Hij was ook jarenlang bokscommentator voor Eurosport.
Van 1990 tot 1999 maakte hij als hoofdredacteur bij het productiehuis D & D tv-programma's voor VTM met o.a. Luc Appermont, Gerty Christoffels, Marlène de Wouters, Mike Verdrengh, Daisy Van Cauwenbergh, Lynn Wesenbeek e.a. Samen met Jos de Man schreef hij dertien afleveringen van de advocatenreeks "Deman". Hij was ook de eindredacteur van het programma Royalty.
Van 2000 tot 2004 werkte Van den Berghe voor Canvas. Eerst als programma-adviseur, nadien als eindredacteur van Histories, Kwesties, Confidenties in Toscane (met Paul Goossens) en Confidenties in de Provence (met Betty Mellaerts).
In de BRT-serie Met voorbedachten rade speelde hij een politie-inspecteur. In de films Zware Jongens en Brylcream Boulevard speelde hij een rechter. Hij was te zien als onderzoeksrechter in elf afleveringen van Flikken en had een gastrol als notaris in Witse. In het Groot Dictee der Nederlandse Taal van 2006 en 2009 behaalde hij de beste score van de Belgische en Nederlandse prominenten. Hij nam ook deel aan 'Tien voor Taal', De Slimste Mens ter Wereld, De tabel van Mendelejev.'en 'De Klas van Frieda'

### Radio
Hij was een van de vaste panelleden in het Radio 1-programma 'De Tekstbaronnen', had in 2008 een wekelijkse rubriek op Studio Brussel in 'De Goeiemiddag Show' met Heidi Lenaerts en ventileerde op gezette tijden zijn ergernissen bij Pat Donnez in het Radio 1-programma 'Bromberen'. De voorbije jaren was hij geregeld te horen in 'Joos', 'Nieuwe Feiten', 'Een Vandaag', 'Joos en 'Koppiekoppie'.

### Koningshuiskenner
In Vlaanderen en Nederland is hij vooral bekend als kenner van de Europese koningshuizen. Hij geeft geregeld commentaar bij koninklijke evenementen op de VRT, VTM, ZDF, NOS, KRO, VPRO, RTL en andere. Hij werkte onder meer mee aan de ARTE-reeks Moderne Monarchieën en de Amerikaanse serie Royal Families of Europe. Van den Berghe is een scherp criticus van de monarchie.